# Gianluca Tonetti
Gianluca Tonetti (Erba, 21 april 1967 – Besana in Brianza, 6 mei 2023) was een Italiaans wielrenner. Hij reed voor onder meer Gewiss-Bianchi, ZG Mobili, Mapei, Selle Italia en Tenax.
Hij overleed op 6 mei 2023 op 56-jarige leeftijd aan een hartaanval.

## Belangrijkste overwinningen
1998
- Trofeo Internazionale Bastianelli

2001
- Trittico Lombardo

## Resultaten in voornaamste wedstrijden
| Jaar | Ronde van Italië | Ronde van Frankrijk | Ronde van Spanje |
| ---- | ---------------- | ------------------- | ---------------- |
| 1989 |                  |                     |                  |
| 1990 |                  |                     |                  |
| 1991 |                  |                     |                  |
| 1993 |                  |                     | 57e              |
| 2001 | opgave           |                     |                  |
| 2003 | 78e              |                     |                  |
| 2005 |                  |                     |                  |

| Jaar | Milaan-San Remo | Ronde van Lombardije |
| ---- | --------------- | -------------------- |
| 1989 |                 | 23e                  |
| 1990 |                 | 48e                  |
| 1991 |                 | 104e                 |
| 1993 | 115e            | 27e                  |
| 2001 |                 | 53e                  |
| 2003 |                 | 74e                  |
| 2005 |                 | 24e                  |